# Arena Hongshan
La Arena Hongshan es un pabellón o arena deportiva para deportes bajo techo situada en Urumchi (Ürümqi), en la provincia autónoma de Sinkiang (Xinjiang), al noroeste de la República Popular de China. La capacidad del estadio es de 3800 espectadores y se inauguró en el 2002. Es sede de eventos deportivos para estadios cerrados como el baloncesto y el voleibol. Alberga las Xinjiang Flying Tigers (tigres voladores de Sinkiang) de la Asociación China de Baloncesto.